# Tobias Moster
Tobias Moster (* 1959 in Mainz) ist ein deutscher Cellist.

## Leben
Nach dem Abitur am bischöflichen Willigis-Gymnasium studierte Moster Cello bei Reine Flachot in Lyon sowie bei Radu Aldulescu und Thomas Demenga in Basel. Er arbeitet vorwiegend als Kammermusiker und Solist. Seit 1999 gehört er dem in diesem Jahr bei den Weltmusiktagen gegründeten Ensemble æquatuor (mit Matthias Arter, Oboe, Ingrid Karlen, Klavier und Anne-May Krüger, Mezzosopran) an, das auf zeitgenössische und experimentelle Musik spezialisiert ist. Seit 2001 ist er auch Mitglied des Ensembles pre-art soloists, das in wechselnder Besetzung auftritt und aus dem Flötisten Boris Previšić, dem Oboisten Matthias Arter, dem Saxophonisten Raphael Camenisch, dem Akkordeonisten Vladimir Blagojević, den Pianisten Gilles Grimaître und Stefan Wirth und dem Kontrabassisten Aleksander Gabryś besteht und zahlreiche Auftritte vor allem in Südosteuropa und der Schweiz hatte. Außerdem ist er auch Cellist im Segantini Quartet (mit Antonio Pellegrini und Marianne Aeschbacher, Erste und Zweite Violine und Fabio Marano, Viola), im Julius Bissier Trio (mit Antonio Pellegrini, Violine und Monika Sundermeyer, Klavier) und im Cellotrio Blu (mit Caspar Johannes Walter und Ulrike Zavelberg).
Er wirkte bei Uraufführungen, Hörfunk- und CD-Aufnahmen von Werken zeitgenössischer Komponisten wie Carola Bauckholt, Chris Newman, Caspar Johannes Walter, Frederic Rzewski, Alfred Zimmerlin, Walter Feldmann, Mischa Käser, Matthias Arter und Jürg Wyttenbach mit. Außerdem unterrichtet Moster Cello an der Musikschule und am Konservatorium Zürich. Er lebt mit seiner Familie in Basel.